# Styx (měsíc)

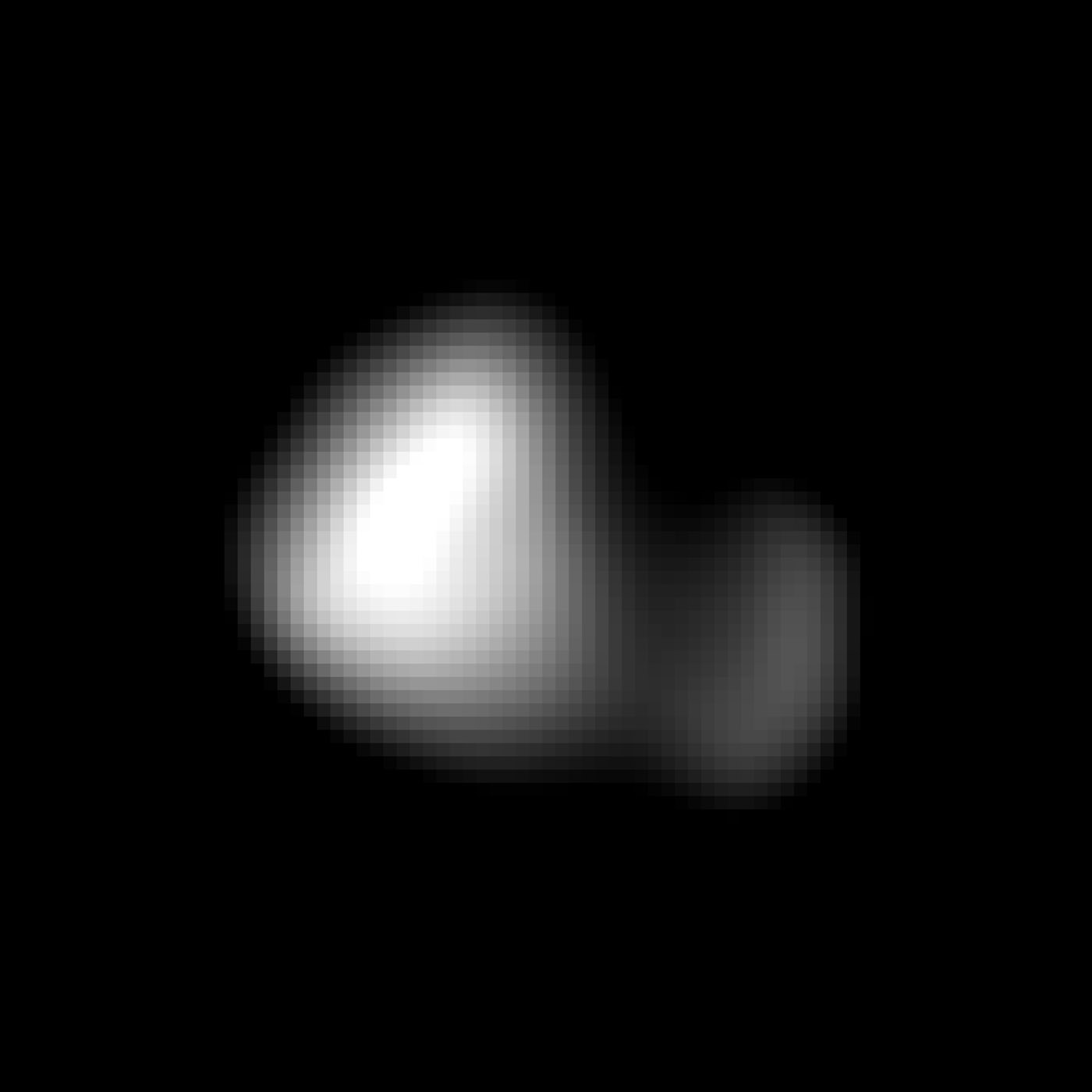
Měsíc Kerberos

Styx je měsíc Pluta, který byl objeven pomocí Hubbleova vesmírného dalekohledu na přelomu června a července 2012, přičemž objev byl oznámen veřejnosti 11. července 2012. Jedná se o pátý potvrzený měsíc Pluta, který byl objeven přibližně rok po Kerberovi, čtvrtém měsíci Pluta.

## Objev
Měsíc byl objeven pomocí devíti snímků pořízených mezi 26. červnem a 9. červencem Hubbleovým vesmírným dalekohledem, respektive jeho nejmodernějším snímačem Wide Field Camera 3. Snímky byly pořízeny v rámci průzkumu připravujícího se na přílet sondy New Horizons.
Ta okolo Pluta a jeho měsíců proletěla v polovině července 2015 a pořídila množství vědeckých dat a fotografií, které jsou v současné době (2015) stále zpracovávány.

## Vlastnosti
Měsíc má dle odhadů zakládajících se na znalosti zdánlivé velikosti a na předpokladu albeda v rozmezí od 0,35 do 0,04 průměr 10 až 25 kilometrů. Odhadovaná doba oběhu je 20,2 ± 0,1 dní, tedy 5,4 % od dráhové rezonance 1:3 s dobou odběhu Charona kolem Pluta.

## Původ
Poměrně složitý měsíčný systém Pluta by mohl být výsledkem dávné srážky Pluta s nějakým jiným objektem Kuiperova pásu.

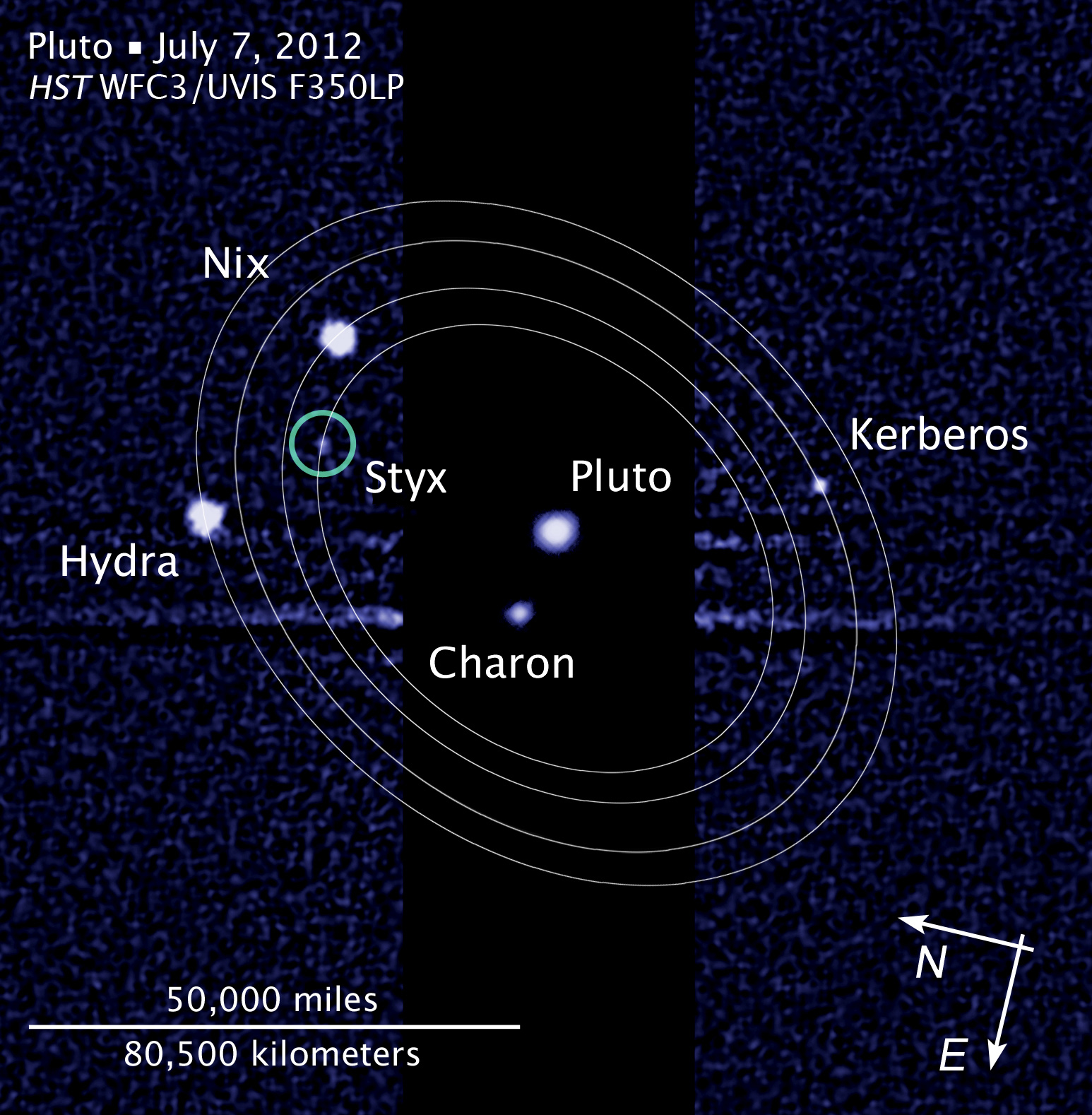
Pluto a jeho soustava měsíců